# Kievnauchfilm
Kievnauchfilm (en ucraniano:  Kyïvnaukfil′m, a veces traducido como Kiev Película de Ciencia) era un estudio cinematográfico en la Unión soviética anteriormente localizado en Kiev (en ucraniano: Київнаукфільм) SSR. Aunque fue creado en 1941 para producir películas de divulgación científica, acabaría por hacerse más conocido por sus películas animadas, y permaneció activo en la animación ucraniana por décadas.

## Descripción
Su actividad principal eran las películas de divulgación científica y documentales sobre una amplia serie de temas. En 1959, Kievnauchfilm (una abreviatura para "KievPelículas de Ciencia"), bajo la dirección de Hippolyte Lazarchuk, se expandió al campo de la animación. Además estrenaría 342 películas animadas, muchas de las cuales siguen siendo populares hoy en día, como una serie sobre Cossacks (dirigida por Volodymyr Dakhno), la serie Aventuras de Capitán Wrongel, Doctor Aybolit, y una versión de La Isla del Tesoro (las tres dirigidas por David Cherkassky). sus películas recibieron numerosos premios en distintos festivales de cine internacionales, como el Festival Mundial de Película Animada en Zagreb y el Festival de cine Animado en Nueva York.
Feliks Sobolev, director de películas  (Animals' Tongue, I and Others, Can animals think?) y el jefe de edición del estudio Yevheniy Zahdanskyi son considerados pioneros y figuras de gran influencia en el campo documental en la antigua Unión soviética. En 1966 el estudio liberó unas 400 películas de manera anual.
Con la disolución de la Unión soviética, Kievnauchfilm entró en declive y sería renombrada como Cineteca Nacional de Ucrania, y la división de animación pasaría a llamarse  Ukranimafilm.
En 1993 Kievnauchfilm produjo Ucrania Desconocida, Bocetos de Nuestra Historia, serie de 104 películas que presentan una historia más comprensible de Ucrania.

### Animación
- Doctor Aybolit, director David Cherkassky
- Serie Cossacks  (1967-1995), director Volodymyr Dakhno
  - Cómo Cossacks cocinó Kulish («Как казаки кулеш варили», 1967)
  - Como Cossacks jugó futbol («Как казаки в футбол играли», 1970)
  - Cómo Cossacks rescató a las novias («Как казаки невест выручали», 1973)
  - Cómo Cossacks compró la sal («Как казаки соль покупали», 1975)
  - Cómo Cossacks devenía el Olympians («Как казаки олимпийцами стали», 1978)
  - Cómo Cossacks ayudó a los Mosqueteros («Как казаки мушкетёрам помогали», 1979)
  - Cómo Cossacks disfrutó de la boda («Как казаки на свадьбе гуляли», 1984)
  - Cómo Cossacks conoció los alienígenas («Как казаки инопланетян встречали», 1987)
  - Cómo Cossacks juega hockey («Как казаки в хоккей играли», 1995)
- Chelovik, kotoryi umel tvorit' chudesa - adaptación de la novela de H. G. Wells El hombre que podía hacer milagros, director Efrem Pruzhansky  (1969)
- Cómo el Erizo y el Oso cub Vio el Año Nuevo en (1975)[4]
- Как кормили медвежонка (1976)
- Музыкальные сказки (1976)
- Приключения капитана Врунгеля / Aventuras de Capitán Vrungel serie (1976-1979), director David Cherkassky
- Приключения кузнеца Вакулы / Aventuras de Vakula el Herrero (1977)
- Первая зима (1978)
- Золоторогий олень (1979)
- Как несли стол (1979)
- Жили-были матёшки (1981)
- Алиса в стране чудес / Alice en Wonderland (1981)
- A través del espejo (1981)
- Как было написано первое письмо / Cómo la Primera Letra Fue Escrita (1984)[5]
- Встреча/ La Reunión (1984)[6]
- Srazhenie (Ruso: Сражение - significa "Batalla"; adaptación del cuento de Stephen King "Battleground", dirigido por Mikhail Titov. (1986)[6]
- Три Паньки Serie (1989-1991)
  - Три Панька (1989)
  - Три Панька хозяйствуют (1990)
  - Три Панька на ярмарке (1991)
- Остров сокровищ / Isla de tesoro (1988), director David Cherkassky

### Documentales de ciencia popular
- The Blown up Dawn, Взорванный рассвет, 1965, director Feliks Sobolev
- Animals' Language, Язык животных, 1967, director Feliks Sobolev
- Siete Pasos más allá del Horizonte, Семь шагов за горизонт, 1968, director Feliks Sobolev
- Pueden pensar los animales? Думают ли животные?  1970, director Feliks Sobolev
- Yo y Otros, Я и другие, 1971, director Feliks Sobolev
- Indios yoguis. Quienes son? Индийские йоги — кто они?  1970, director Almar Serebryanikov
- Eco de nuestras Emociones, Луна наших эмоций (1977)
- Personas y Delfines, Люди и дельфины (1983), director Volodymyr Khmelnytskyi
- Vavilov  Estrella, Звезда Вавилова, 1984, director Anatoliy Borsuk
- Экспертиза одной сенсации, 1985, (aproximadamente pseudociencia), director Lev Vdovenko
- Una Huella, Отпечаток,  1985, director Anatoliy Borsuk
- Un Hombre de 6soy a través de Medianoche, Человек с шести до полуночи, 1987, (sobre luchas diarias de un ingeniero profesional joven en la Unión soviética), director Andrei Zagdansky
- Interpretación de Sueños, Толкование сновидений, 1989, (ecuación e interpretación "Freudianas" del comunismo y el nazismo) director Andrei Zagdansky
- Rauol Valenberg  Misión, Миссия Рауля Валенберга, 1990, director Alexander Rodnyansky